# Приближение локальной плотности
Приближение локальной плотности (англ. Local density approximation, LDA) — класс приближений обменно-корреляционного взаимодействия в теории твёрдого тела и квантовой химии, в частности в теории функционала плотности, в которых учитывается плотность электронов в той точке пространства, о которой идет речь. Вывести поправки к обменно-корреляционной взаимодействия можно разными методами, однако успешные связаны с подходом однородного электронного газа. В этом отношении LDA целом синонимично с функционалом на основе модели желе, которые тогда можно применять для исследования реалистичных систем (молекул и твёрдых тел).
Для системы без спиновой поляризации, приближение локальной плотности для обменно-корреляционной энергии принимает вид
{\displaystyle E_{xc}^{\mathrm {LDA} }[\rho ]=\int \rho (\mathbf {r} )\epsilon _{xc}(\rho )\ \mathrm {d} \mathbf {r} \ ,}
где ρ — электронная плотность, а Exc — обменно-корреляционная энергия на одну частицу однородного электронного газа с плотностью заряда ρ. Обменно-корреляционная энергия состоит из двух вкладов обменный и корреляционный,
{\displaystyle E_{xc}=E_{x}+E_{c}\ ,}
поэтому ищут отдельные выражения для Ex и Ec. Обменный член в модели желе имеет простую аналитическую форму. Для корреляционной энергии точно известны только асимптотики, чем объясняются множество различных приближений для Ec.
Приближение локальной плотности важны при построении сложных приближений для обменно-корреляционной энергии, таких как обобщённое градиентное приближение или гибридные функционалы, поскольку желательным свойством любого обменно-корреляционного функционала является воспроизведение точных результатов, известных для модели желе при неизменной плотности. В этом качестве LDA часто входит в функционал напрямую.

## Однородный электронный газ
Приближенные выражения для Exc, зависит только от плотности, можно получить по разному. Наиболее успешный подход опирается на модель однородного электронного газа. Он строится на рассмотрении системы N электронов, взаимодействующих между собой, в объёме V. Система остается нейтральной за счёт положительного фона ионов. N и V в дальнейшем устремляют в бесконечность (термодинамический предел) так, чтобы плотность оставалась постоянной (ρ=N/V) и конечной. Это полезное приближения, потому что полная энергия состоит из вклада только кинетической энергии и энергии обмена и корреляций, а волновая функция выражается плоскими волнами. В частности, для постоянной плотности ρ, обменная энергия пропорциональна ρ⅓.

## Обменное взаимодействие
Для плотности обменной энергии в однородном электронном газе известно аналитическое выражение. LDA использует это выражение в приближении, что обменную энергию в системе там, где плотность не однородна, можно получить, применяя результаты модели желе в каждой точке пространства отдельно, что даёт выражение
{\displaystyle E_{x}^{\mathrm {LDA} }[\rho ]=-{\frac {3}{4}}\left({\frac {3}{\pi }}\right)^{1/3}\int \rho (\mathbf {r} )^{4/3}\ \mathrm {d} \mathbf {r} \ .}

## Корреляционный функционал
Аналитические выражения для корреляционной энергии однородного электронного газа известны в предельных случаях высокой и низкой плотности, предполагая бесконечно слабые и бесконечного сильная корреляция. Для модели желе с плотностью ρ, плотность корреляционной энергии при высокой электронной плотности записывается
{\displaystyle \epsilon _{c}=A\ln(r_{s})+B+r_{s}(C\ln(r_{s})+D)\ ,}
а при малой:
{\displaystyle \epsilon _{c}={\frac {1}{2}}\left({\frac {g_{0}}{r_{s}}}+{\frac {g_{1}}{r_{s}^{3/2}}}+\dots \right)\ ,}
где радиус Вигнера — Зейца связан с плотностью как
{\displaystyle {\frac {4}{3}}\pi r_{s}^{3}={\frac {1}{\rho }}\ .}
Предлагались аналитические выражения для всего диапазона плотностей на основе теории возмущений для многочастичной задачи. Погрешность по сравнению с почти точными вычислениями методами квантового Монте — Карло лежит в пределах доли процента от самосогласованного вклада.
- Корреляционный функционал Чачийо: {\displaystyle \epsilon _{c}=a\ln \left(1+{\frac {b}{r_{s}}}+{\frac {b}{r_{s}^{2}}}\right)}[3] .

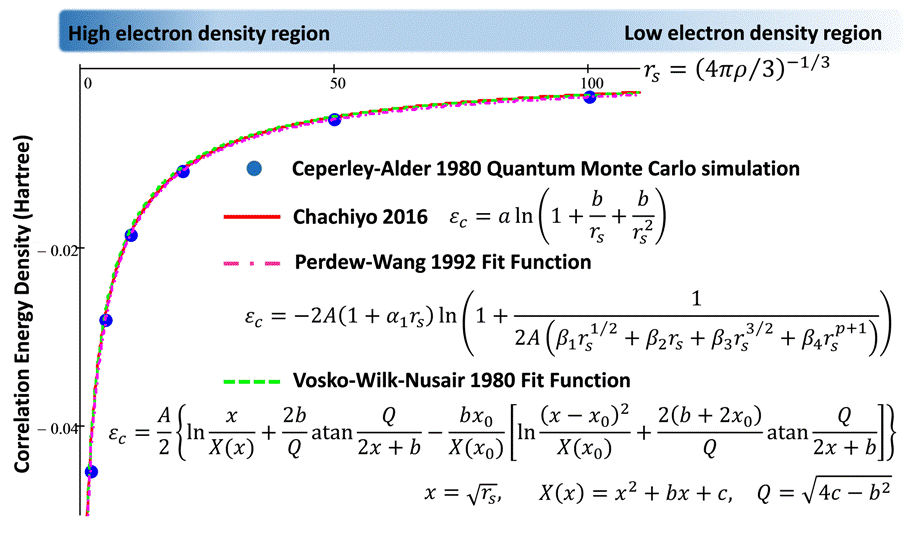
Сравнение между несколькими функционалами корреляционной энергии метода LDA и квантовым Монте — Карло

Аккуратные расчеты энергии однородного электронного газа методом расчёта квантового Монте — Карло проведено для нескольких промежуточных значений плотности. Самые популярные приближения локальной плотности к корреляционной энергии интерполировались между этими точными значениями из расчётов, одновременно воспроизводя точно предельные случаи, решения для которых известны точно. Различные подходы используют различные аналитические формы Ec. Названия нескольких корреляционных функционалов LDA:
- Воско — Вилк — Нузер (VWN)[5]
- Перди — Цунгер (PZ81)[6]

- Коул — Перди (CP)[7]
- Перди — Ванг (PW92)[8]

Ещё раньше, до формулировки теории функционала плотности, существовал корреляционный функционал Вигнера полученный из модели желе теории возмущений Меллера — Плессета.

## Спиновая поляризация
Обобщение функционала плотности в случае спинового-поляризованных систем легко проводится для обменного вклада, для которого известно точное масштабирование, но для корреляционной энергии необходимы новые приближения. Спинового-поляризованная система в DFT использует две плотности ρα и ρβ, и одна из разновидностей приближения локальной плотности (LSDA) задаётся как
{\displaystyle E_{xc}^{\mathrm {LSDA} }[\rho _{\alpha },\rho _{\beta }]=\int \mathrm {d} \mathbf {r} \ \rho (\mathbf {r} )\epsilon _{xc}(\rho _{\alpha },\rho _{\beta })\ .}
Для энергии обменного взаимодействия известен точный результат (не только в приближении локальной плотности) для спин-неполяризованного функционала:
{\displaystyle E_{x}[\rho _{\alpha },\rho _{\beta }]={\frac {1}{2}}{\bigg (}E_{x}[2\rho _{\alpha }]+E_{x}[2\rho _{\beta }]{\bigg )}\ .}
Зависимость плотности корреляционной энергии от спина получают, вводя относительную спиновую поляризацию
{\displaystyle \zeta (\mathbf {r} )={\frac {\rho _{\alpha }(\mathbf {r} )-\rho _{\beta }(\mathbf {r} )}{\rho _{\alpha }(\mathbf {r} )+\rho _{\beta }(\mathbf {r} )}}\ .}
{\displaystyle \zeta =0\,} соответствует случаю парамагнетика, когда спиновой поляризации нет. {\displaystyle \alpha \,} и {\displaystyle \beta \,} равны друг другу, тогда как {\displaystyle \zeta =\pm 1} соответствует состоянию ферромагнетика, в котором одна из спиновых плотностей исчезает. Плотность спиновой корреляционной энергии для заданной полной плотности электронов и относительной поляризации Ec(ρ, ς) строится так, чтобы интерполировать между крайними значениями. Разработано несколько форм, работающих с корреляционными функционалами LDA.

## Обменно-корреляционный потенциал
Обменно-корреляционный потенциал, соответствующий обменно-корреляционной энергии в приближении локальной плотности задаётся формулой
{\displaystyle v_{xc}^{\mathrm {LDA} }(\mathbf {r} )={\frac {\delta E^{\mathrm {LDA} }}{\delta \rho (\mathbf {r} )}}=\epsilon _{xc}(\rho (\mathbf {r} ))+\rho (\mathbf {r} ){\frac {\partial \epsilon _{xc}(\rho (\mathbf {r} ))}{\partial \rho (\mathbf {r} )}}\ .}
В конечной системе потенциал для приближения локальной плотности асимптотически спадает экспоненциально. Что ошибочно — на самом деле обменно-корреляционный потенциал должен падать медленнее, как потенциал кулоновского взаимодействия. Искусственно быстрое падение проявляется в том, сколько орбиталей Кона — Шема являются связанными, то есть имеют энергию, меньше нуля. LDA не может воспроизвести Ридберговские серии и те состояния, которые в нём связанны слишком большой энергией. Это приводит к завышению энергии самой высокой занятой орбитали (HOMO), поэтому значение ионизационного потенциала по теореме Купмана выходят неудовлетворительными. Кроме того, LDA плохо описывает химические образования с большим числом электронов, такие как анионы, для которых оно часто не может связать дополнительный электрон, ошибочно предполагая, что образование будет нестабильным.

## Применение
Приближение локальной плотности вместе с обобщённым градиентным приближением широко используется в физике твёрдого тела в ab-initio расчётах методом функционала плотности, трактуя электронное и магнитное взаимодействия в полупроводниках, включая полупроводниковые оксиды и в спинтронике. Важность таких расчётов объясняется сложностью систем, чувствительных к параметрам синтеза, требующих сначала анализа из первых принципов. Предсказания положения уровня Ферми и зонной структуры полупроводников с примесями часто получают с помощью приближения локальной плотности, реализованного в таких программных пакетах как CASTEP и DMol3. Однако заниженные оценки ширины запрещённой зоны, которые часто связывают с LDA и GGA могут привести к неправильным выводам относительно примесной проводимости и магнетизма.